# Oskar Maria Stensbeck
Oskar Maria Stensbeck (* 20. Februar 1858 in Schreitlaugken, Kreis Tilsit; † 4. März 1939 in Hannover) war ein deutscher Reitmeister und Dressurausbilder.

## Leben
Stensbeck wurde 1858 in Schreitlaugken, Kreis Tilsit, Ostpreußen geboren. Sein Vater Johann Heinrich Stensbeck leitete dort ein Gestüt und bekleidete später in Königsberg die Stelle des Universitätsreitlehrers im Range eines Professors. 
Stensbeck bekam mit sieben Jahren von seinem Vater ein Pony geschenkt. Bereits mit 15 Jahren bildete er Dressurpferde aus. Von 1886 bis Anfang der 1930er Jahre war er in verschiedenen Dressurställen, darunter im Berliner Luisen-Tattersall und ab 1922 im Berliner Tattersall Beermann tätig. Auf Veranlassung von Gustav Rau wurde Stensbeck 1931 als ziviler Stallmeister in den Schulstall der Kavallerieschule Hannover berufen. Gleichzeitig mit dem Umzug nach Hannover wurde die Stensbeck-Reithochschule zur Förderung der Reitausbildung auf ziviler Grundlage errichtet. Durch die Tätigkeit an seiner Reithochschule wurde Stensbeck zu einem der bedeutendsten Ausbilder von Berufsreitern, er machte sich ebenso einen sehr guten Namen als Ausbilder von Dressurpferden. 
Im Alter von 72 Jahren schrieb Stensbeck seine Erfahrungen mit Pferden in dem Buch „Reiten“ nieder. Noch mit 80 Jahren stellte er ein von ihm selbst ausgebildetes Pferd vor. Oskar Maria Stensbeck starb am 4. März 1939 in Hannover.

## Auszeichnung mit Stensbeck-Plakette
Die Stensbeck-Plakette (siehe auch Georg-Graf-von-Lehndorff-Plakette) wird seit 1983 als Auszeichnung an Pferdewirte (Schwerpunkt Reiten) und ihre Ausbilder sowie an Pferdewirtschaftsmeister verliehen die mit einer guten bis sehr guten Abschlussprüfung in den praktischen Fächern, der Unterrichtserteilung und der Reitlehre abgeschlossen haben.